# Enrique Montero
Enrique Montero Rodríguez (El Puerto de Santa María, Cádiz, España, 28 de diciembre de 1954) es un exfutbolista español que se desempeñaba como centrocampista. Desarrolló la mayor parte de su carrera futbolística en Sevilla F.C., entidad en la que militó 13 temporadas, disputando un total de 338 partidos oficiales.

## Clubes
| Club                  | País   | Año       |
| --------------------- | ------ | --------- |
| Sevilla F. C.         | España | 1973-1974 |
| C. D. San Fernando    | España | 1974–1976 |
| Sevilla F. C.         | España | 1976-1986 |
| Cádiz C. F.           | España | 1986-1990 |
| Racing Club Portuense | España | 1990-1992 |

## Selección
Debutó con la selección española en Leipzig el 15 de noviembre de 1980 contra la República Democrática de Alemania,  siendo 3 veces internacional. Además fue 4 veces internacional B con España, 5 veces sub-21 y 6 veces  olímpico con España, anotando 9 goles.

## Distinciones
- Dorsal de Leyenda del Sevilla FC: 2017.[3]